# سقط جنین در استرالیا
سقط جنین در استرالیا قانونی است. این به‌طور کامل در همه حوزه‌های قضایی جرم زدایی شده‌است، از استرالیای غربی در سال ۱۹۹۸ و در نهایت در استرالیای جنوبی در سال ۲۰۲۲. دسترسی به سقط جنین بین ایالت‌ها و مناطق متفاوت است: سقط جنین در صورت درخواست در ۱۶ تا ۲۴ هفته اول بارداری به راحتی در دسترس است، اگرچه محدودیتی برای مدت بارداری در قلمرو پایتخت استرالیا وجود ندارد. سقط جنین‌های ترم بعدی معمولاً به تأیید دو پزشک نیاز دارند، اگرچه بعد از ۲۰ هفته در استرالیای غربی به شدت محدود می‌شوند.
حداقل از دهه ۱۹۸۰، نظرسنجی‌ها نشان داده‌است که اکثر استرالیایی‌ها از حقوق سقط جنین حمایت می‌کنند و حمایت از سقط جنین در حال افزایش است. در حالی که خشونت ضد سقط جنین در استرالیا نادر است، فعالان ضد سقط جنین از تاکتیک‌هایی از جمله «سوءاستفاده کلامی، تهدید و ممانعت از ورود» به خارج از کلینیک‌های سقط جنین استفاده کرده‌اند. در پاسخ، همه حوزه‌های قضایی قوانینی را وضع کرده‌اند که معترضان را از آزار و اذیت بازدیدکنندگان و کارکنان در شعاع معینی از کلینیک‌های سقط جنین، از تاسمانی در سال ۲۰۱۳ و در نهایت با استرالیای غربی در سال ۲۰۲۱، منع کرده‌اند.
شریک جنسی یک زن لازم نیست در مورد سقط جنین مطلع شود و دادگاه‌های استرالیا حکمی برای جلوگیری از این عمل صادر نمی‌کنند، حتی اگر متقاضی پدر فرضی جنین باشد. هیچ دوره انتظاری برای سقط جنین اعمال نمی‌شود. یک خردسال به جز در استرالیای غربی نیازی به اطلاع والدین از سقط جنین پیشنهادی ندارد و رضایت والدین لازم نیست. در حالی که سقط جنین توسط ایالت‌ها و سرزمین‌ها تنظیم می‌شود، این روش تا حدی تحت برنامه بهداشت عمومی دولت فدرال، مدیکر، یا توسط بیمه گذاران خصوصی مراقبت‌های بهداشتی تأمین می‌شود. در مورد «کودکی که می‌تواند زنده به دنیا بیاید» (معمولاً به معنای بعد از هفته ۲۸ بارداری است)، خاتمه ممکن است مشمول جرم جداگانه تخریب کودک در برخی ایالت‌ها و مناطق باشد.

## تاریخچه
از زمان استعمار، سقط جنین در استرالیا همیشه توسط قوانین ایالتی (قبلاً استعماری) تنظیم شده‌است. قبل از پایان قرن نوزدهم، هر مستعمره قانون ۱۸۶۱ امپراتوری جنایات علیه شخص را تصویب کرده بود، که به نوبه خود از قوانین انگلستان در سال‌های ۱۸۳۷، ۱۸۲۸ و ۱۸۰۳ مشتق شده بود، که سقط جنین را تحت هر شرایطی غیرقانونی می‌کرد. از آن زمان، قانون سقط جنین در هر ایالت بر اساس رویه قضایی و تغییرات در قوانین به تکامل خود ادامه داده‌است.
یک سابقه قانونی در رابطه با قانونی بودن سقط جنین در استرالیا در سال ۱۹۶۹، توسط حکم Menhennitt در پرونده دادگاه عالی ویکتوریا R v Davidson , ایجاد شد، که بر این باور بود که سقط جنین در صورتی که «برای حفظ سلامت جسمی یا روانی ضروری باشد، به‌طور قانونی موجه است. زن مربوطه، مشروط بر اینکه خطر سقط بر خطری که سقط جنین برای جلوگیری از آن طراحی شده بود، بیشتر نباشد.» از آن زمان، احکام دادگاه و اصلاحات قانونی به ارائه یک چارچوب پزشکی برای سقط جنین در استرالیا کمک کرده‌است. حکم Menhennitt بعداً توسط دادگاه‌های نیو ساوت ولز و کوئینزلند تصویب شد و در برخی ایالت‌های دیگر تأثیرگذار بود. با گذشت زمان این به‌طور گسترده تعریف شد تا سلامت روان زن را نیز دربر گیرد، که حاملگی ناخواسته از نظر بالینی آسیب زا تفسیر می‌شود.
در اواسط دهه ۱۹۹۰، دولت محافظه کار هوارد در استرالیا در قدرت بود و سناتور مستقل محافظه کار تاسمانی، برایان هارادین، موازنه قوا را در سنا حفظ می‌کرد. هاوارد برای اطمینان از حمایت او از لوایح پیشنهادی، از جمله خصوصی‌سازی شرکت مخابراتی مخابراتی، با هارادین معامله کرد. در مقابل، هارادین برای ایجاد محدودیت‌هایی برای سقط جنین حمایت دریافت کرد. در نتیجه، برخلاف سایر داروها، داروهای سقط جنین قبل از ارزیابی توسط اداره کالاهای درمانی (TGA) نیاز به تأیید وزیر بهداشت دارند. از آنجایی که ارزیابی TGA یک الزام برای فروش داروها در استرالیا است، این یک وتوی وزیر ایجاد کرد. بر این اساس، سقط جنین RU-486 که به‌طور گسترده در خارج از کشور استفاده می‌شد، در استرالیا ممنوع شد. امتناع مستمر تونی ابوت، وزیر بهداشت وقت، از اجازه ورود سقط‌کنندگان به استرالیا منجر به ارائه لایحه یک عضو خصوصی در اواخر سال ۲۰۰۵ شد تا تأییدیه را به TGA بازگرداند. این لایحه در سال ۲۰۰۶ قانون شد. از سال ۲۰۰۶ تا ۲۰۱۲، دارو هنوز توسط TGA ثبت نشده بود و پزشکان برای تجویز آن نیاز به وضعیت خاصی از TGA داشتند. حتی پس از ثبت استفاده از آن همچنان شرایط و محدودیت‌های خاصی دارد. نظر کارشناسان پزشکی در استرالیا وجود دارد که سقط جنین بیش از حد تنظیم شده‌است.
در سال ۲۰۰۶، تونی ابوت پس از از دست دادن حق وتوی خود بر سقط جنین، برای تأمین بودجه مشاوره جایگزین برای زنان باردار از طریق گروه‌های وابسته به کلیسا برای کاهش نرخ ملی سقط جنین، لابی کرد. با این حال، در سال ۲۰۱۰، در حالی که او به دنبال انتخاب به عنوان رهبر حزب لیبرال بود، ابوت متعهد شد که هیچ تغییری در قوانین سقط جنین ایجاد نکند.
در سال ۲۰۱۷، سناتور کوری برناردی پیشنهادی را برای ممنوعیت سقط جنین بر اساس جنسیت ارائه کرد. این پیشنهاد رد شد (10-36). هیچ مدرکی مبنی بر رایج بودن سقط جنین بر اساس جنسیت در استرالیا وجود ندارد، اگرچه طبق گفته مرکز حقوقی حقوق بشر، تلاش برای ایجاد ممنوعیت در این روش «تاکتیک شناخته شده مخالفان سقط جنین برای محدود کردن دسترسی زنان به سقط جنین» است.
استراتژی ملی سلامت زنان ۲۰۲۰–۲۰۳۰، که توسط وزارت بهداشت در سال ۲۰۱۹ منتشر شد، «دسترسی عادلانه به خدمات ختم بارداری» را به عنوان معیار کلیدی موفقیت برای سلامت مادر، جنسی و باروری فهرست کرده‌است.
قبل از انتخابات فدرال ۲۰۱۹، حزب کارگر استرالیا از سیاست ملی سقط جنین برای انتخابات فدرال استرالیا در سال ۲۰۱۹ رونمایی کرد. سیاست این حزب شامل الزام بیمارستان‌های دولتی به ارائه روش‌های سقط جنین به‌طور مداوم تحت توافق‌نامه‌های جدید بودجه مشترک المنافع، تشویق نیو ساوت ولز برای حذف سقط جنین از قوانین کیفری خود و ایجاد یک کلینیک سقط جنین در تاسمانی بود. در پاسخ ، اسکات موریسون، رهبر حزب لیبرال اظهار داشت که این موضوع بحث‌برانگیز و حساس است و تصمیم‌گیری‌ها باید به ایالت‌ها واگذار شود. همکاران او در ائتلاف تا حد زیادی در این مورد ساکت بودند، در حالی که گروه‌های ضد سقط جنین از جمله لابی مسیحی استرالیا و Cherish Life مبارزاتی علیه حزب کارگر در مورد این موضوع داشتند. Cherish Life به اشتباه ادعا کرد که حزب کارگر «برنامه سقط جنین طولانی مدت شدید» دارد و اگر انتخاب شوند «نوزادان بیشتری خواهند مرد». اد هوسیک، نماینده حزب کارگر، که کرسی خود را در انتخابات حفظ کرد، گفت که ارائه نادرست سیاست سقط جنین حزب عاملی در کاهش آرا او بود.

### خشونت و اعتراضات ضد سقط جنین
خشونت‌های مرتبط با سقط جنین در استرالیا نادر است. اولین حمله و قتل جدی توسط یک فعال ضد سقط جنین در سال ۲۰۰۱ رخ داد که توسط پیتر نایت انجام شد. نایت با حمل تفنگ، نفت سفید و تجهیزات برای قفل کردن درهای کلینیک به زور وارد کلینیک ملبورن شد. او قصد داشت تمام بیماران و کارکنان ساختمان را به قتل برساند، اما پس از تیراندازی و کشتن یک نگهبان بر او غلبه کرد. فعالان ضد سقط جنین در خارج از کلینیک تظاهرات کرده بودند، اما ۱۵ دقیقه قبل از حمله نایت آنجا را ترک کردند. نایت، که توسط دادستانی به عنوان «زائده نشین وسواس به کشتن پزشکان سقط جنین» توصیف شده بود، به قتل محکوم شد و به حبس ابد محکوم شد. در ژانویه ۲۰۰۹، بمباران آتش با استفاده از کوکتل مولوتف در یک کلینیک پزشکی در Mosman Park، استرالیای غربی انجام شد. خسارات بسیار ناچیز بود و تنها منجر به شکسته شدن شیشه‌ها و سیاه شدن دیوارهای خارجی شد. پلیس بر این باور بود که گرافیتی که روی این ساختمان نوشته شده بود «قاتلان نوزاد» مربوط به حمله بود. با این حال، کلینیک پزشکی در واقع خدمات سقط جنین ارائه نمی‌دهد.
حداقل از دهه ۱۹۹۰، تاکتیک‌هایی که مبارزان ضد سقط جنین در خارج از کلینیک‌های سقط جنین استفاده می‌کردند، شامل «آزار کلامی، تهدید، ممانعت از ورود به کلینیک‌ها، نمایش تصاویر خشونت‌آمیز و اعمال «تئاتر مزاحم» مانند هل دادن عروسک پر از خون در کالسکه بود. " در پاسخ، ایالت‌ها و مناطق شروع به ایجاد «مناطق دسترسی ایمن» کردند که از اعتراض در مورد سقط جنین در یک منطقه ممنوعه اطراف یک درمانگاه جلوگیری می‌کند. تاسمانی اولین ایالتی بود که در سال ۲۰۱۳ این کار را انجام داد در آوریل ۲۰۱۹، دادگاه عالی استرالیا این قوانین را پس از اعتراض دو نفری که به دلیل نقض قوانین بازداشت شده بودند، تأیید کرد. خواهان‌ها ادعا کردند که حق آزادی ارتباطات سیاسی آنها در نتیجه قوانین رد شده‌است، اگرچه دادگاه درخواست‌های تجدیدنظر را رد کرد و گفت که این قوانین هدفی مشروع را دنبال می‌کنند. در اوت ۲۰۲۱، استرالیای غربی آخرین ایالتی بود که مناطق دسترسی امن را معرفی کرد. در ماه‌های قبل، بیماران در کلینیک‌های سقط جنین در آن ایالت همچنان مورد توجه و ارعاب معترضان قرار می‌گرفتند. تصاویری نیز از مبارزان ضد سقط جنین به دست آمد که در خارج از یک کلینیک استرالیای غربی در اوج همه‌گیری کووید-۱۹، علی‌رغم دستورالعمل‌های فاصله‌گذاری اجتماعی در آن زمان، اعتراض کردند.

## قوانین سقط جنین

### دخالت فدرال
سقط جنین تا حدی تحت مدیکر، طرح بهداشت عمومی با بودجه دولت فدرال، که از سال ۲۰۱۵ به‌طور مؤثر هزینه سقط جنین جراحی را به نصف کاهش داد، تأمین می‌شود یا توسط بیمه گذاران خصوصی مراقبت‌های بهداشتی، که توسط دولت فدرال نیز تنظیم می‌شوند. دولت فدرال همچنین بودجه ای را برای بیمارستان‌های دولتی فراهم می‌کند و از این طریق می‌تواند بر سیاست و عملکرد سقط جنین تأثیر بگذارد. سقط جنین و مشاوره سقط جنین به عنوان خدمات بهداشتی تلقی می‌شوند و از مالیات کالاها و خدمات (GST) معاف هستند.
| ایالت یا قلمرو        | وضعیت                                                     | جزئیات |
| --------------------- | --------------------------------------------------------- | --- |
| قلمرو پایتخت استرالیا | قانونی و در دسترس (بدون محدودیت بارداری).                 | باید توسط پزشک ارائه شود. وزیر بهداشت ممکن است مناطق محرومیت ۵۰ متری را برای اعتراضات تعیین کند.                                                      |
| نیو ساوت ولز          | مجاز. تا ۲۲ هفته قابل دسترسی است.                         | بیش از ۲۲ هفته قانونی با تأیید دو پزشک. مناطق دسترسی ایمن در ۱۵۰ متر در اطراف کلینیک‌های سقط جنین تعیین شده‌است.                                        |
| قلمرو شمالی           | مجاز. اگر پزشکان مناسب بدانند تا ۲۴ هفته قابل دسترسی است. | بیش از ۲۴ هفته قانونی با تأیید دو پزشک. مناطق دسترسی ایمن ۱۵۰ متری در اطراف کلینیک‌های سقط جنین فراهم شده‌است.                                          |
| کوئینزلند             | مجاز. تا ۲۲ هفته قابل دسترسی است.                         | بیش از ۲۲ هفته قانونی با تأیید دو پزشک. مناطق دسترسی ایمن ۱۵۰ متری در اطراف کلینیک‌های سقط جنین فراهم شده‌است.                                          |
| استرالیای جنوبی       | مجاز. قابل دسترسی تا ۲۲ هفته و ۶ روز.                     | بیش از ۲۲ هفته و ۶ روز قانونی با تأیید دو پزشک. مناطق دسترسی ایمن ۱۵۰ متری در اطراف کلینیک‌های سقط جنین فراهم شده‌است.                                  |
| تاسمانی               | مجاز. تا ۱۶ هفته قابل دسترسی است.                         | بیش از ۱۶ هفته قانونی با تأیید دو پزشک. مناطق دسترسی ایمن ۱۵۰ متری در اطراف کلینیک‌های سقط جنین فراهم شده‌است.                                          |
| ویکتوریا              | مجاز. قابل دسترسی تا ۲۴ هفته                              | بیش از ۲۴ هفته قانونی با تأیید دو پزشک. مناطق دسترسی ایمن ۱۵۰ متری در اطراف کلینیک‌های سقط جنین فراهم شده‌است.                                          |
| استرالیای غربی        | مجاز. تا ۲۰ هفته قابل دسترسی است.                         | بعد از ۲۰ هفته بسیار محدود است. اطلاعیه والدین برای افراد زیر ۱۶ سال الزامی است. مناطق دسترسی ایمن ۱۵۰ متری در اطراف کلینیک‌های سقط جنین فراهم شده‌است. |

در قلمرو پایتخت استرالیا (ACT)، ارجاع به سقط جنین به عنوان یک جرم جنایی توسط قانون جنایات (الغای جرم سقط جنین) در سال ۲۰۰۲ لغو شد. قبل از آن، قانون سقط جنین برای سال‌های متمادی بر اساس بخش‌های ۸۲ تا ۸۴ قانون جنایات ۱۹۰۰ نیو ساوث ولز تحت قانون قضایی قرار داشت. مراقبت از سقط جنین در حال حاضر تحت چارچوب قانون سلامت، استانداردها، خط مشی‌ها و اخلاق حرفه ای که برای همه مراقبت‌های بهداشتی اعمال می‌شود، تنظیم می‌شود. هیچ محدودیت بارداری برای جلوگیری از سقط جنین در ACT وجود ندارد.
سقط جنین در ۲ اکتبر ۲۰۱۹ در نیو ساوت ولز با موافقت سلطنتی قانون اصلاح قانون سقط جنین ۲۰۱۹، که یک هفته پیش از آن توسط هر دو مجلس پارلمان نیو ساوت ولز تصویب شد، جرم زدایی شد. این قانون سقط جنین را از قانون جنایی ۱۱۹ ساله خارج کرد و آن را به عنوان یک روش پزشکی تنظیم کرد.
بر اساس قانون جدید، سقط جنین در صورت درخواست در ۲۲ هفته اول بارداری امکان‌پذیر است. پس از آن زمان، دو پزشک باید بر اساس شرایط جسمی، روانی و اجتماعی زن در حال حاضر و آینده توافق کنند که مناسب است. این مشابه قوانین موجود در سایر ایالت‌ها و مناطق است. با این حال، در صورتی که سقط منجر به تولد نوزاد زنده شود، پزشک که سقط جنین را انجام می‌دهد، موظف است مراقبت‌های پزشکی مناسب را ارائه دهد.
قبل از قانون جدید، از سال ۱۹۰۰، سقط جنین در نیو ساوت ولز به صراحت به عنوان یک جرم تحت بخش‌های ۸۲ تا ۸۴ قانون جرایم 1900 (NSW) ذکر شده بود، اما تفسیر قانون مشمول حکم لوین است. از R v Wald در سال ۱۹۷۱،  خود برگرفته از حکم ویکتوریایی Menhennitt است که اگر پزشک اعتقاد صادقانه و معقولی داشته باشد که به دلیل «هر دلیل یا دلیل اقتصادی، اجتماعی یا پزشکی»، سقط جنین قانونی است. سقط جنین برای «حفظ زن درگیر از خطر جدی برای زندگی یا سلامت جسمی یا روانی او که ادامه بارداری مستلزم آن است» ضروری بود.
این مورد توسط CES v Superclinics Australia Pty Ltd (1995) گسترش یافت، که دوره‌ای را که در طی آن نگرانی‌های سلامتی ممکن است از طول مدت بارداری در نظر گرفته شود تا سلامت و رفاه آینده زن در نظر گرفته شود، گسترش یافت. در سال ۲۰۰۶، دکتر سومان سود به دو اتهام انجام یک سقط جنین غیرقانونی محکوم شد که در آن تحقیق نکرد که آیا دلیل قانونی برای انجام سقط جنین وجود دارد یا خیر.
از ۱ ژوئیه ۲۰۱۶، همه قوانین نیوساوت ولز همچنین برای حدود ۲۰۰۰ ساکن در جزیره نورفولک، تحت هر دو قانون اصلاح قانون جزیره نورفولک ۲۰۱۵ و قانون اصلاح قانون مناطق ۲۰۱۶، پس از لغو مجمع قانونگذاری نورفولک در ۱ ژوئیه اعمال می‌شود.
در ژوئن ۲۰۱۶، دکتر مهرین فاروقی، نماینده مجلس نمایندگان سبزها، قرار بود لایحه‌ای را برای جرم‌زدایی از سقط جنین در نیواس‌ولز ارائه کند. اما در آستانه ارائه این لایحه در تاریخ ۲۳ خرداد ۱۳۹۵، علیرغم اینکه ماه‌ها به ترتیب اولویت اول بوده، برنامه‌ریزی شده و به صورت عمومی اعلام شده بود، از دستور کار روز بعد حذف شد.
در اوت ۲۰۱۶، مهرین فاروقی پیش نویس افشای لایحه اصلاح قانون سقط جنین (اصلاح قوانین متفرقه) ۲۰۱۶ را منتشر کرد تا «لغو بخش‌های ۸۲ تا ۸۴ قانون جرایم مربوط به جرایم سقط جنین؛ ایجاد منطقه ایمن دسترسی به ۱۵۰ متر در اطراف سقط جنین c. و ارائه دهندگان خدمات برای اطمینان از حق بیمار برای حفظ حریم خصوصی پزشکی؛ و از پزشکان بخواهد که مخالفت وجدانی خود را در ابتدای مشاوره فاش کنند و بیماران را به پزشک دیگری که چنین اعتراضی ندارد یا به مرکز محلی Health Women's NSW ارجاع دهند. این لایحه در ۱۱ اوت ۲۰۱۶ به مجلس علیا ارائه شد در خوان دوم ۲۵–۱۴ در ۱۱ مه ۲۰۱۷ شکست خورد
از اول ژوئیه ۲۰۱۸، اعتراض در فاصله ۱۵۰ متری خدمات سقط جنین غیرقانونی است.

### قلمرو شمالی
در قلمرو شمالی، سقط جنین نیاز به تأیید دو پزشک پس از ۲۴ هفته بارداری دارد. سقط جنین جراحی و دارویی در سیستم بهداشت عمومی موجود است. این در استرالیا غیرمعمول است، جایی که خدمات سقط جنین اغلب به ارائه دهندگان خصوصی برون سپاری می‌شود.
قانون اصلاح قانون خاتمه بارداری در ۱ ژوئیه ۲۰۱۷ به تصویب رسید و نیاز به معاینه یک زن قبل از هفته ۱۴ بارداری را از دو پزشک حذف کرد، یک «منطقه دسترسی ایمن» به طول ۱۵۰ متر در اطراف کلینیک‌ها اجرا کرد، و الزام والدین را حذف کرد. تأیید این روش و امکان تجویز قرص‌های سقط جنین پزشکی را فراهم کرد. گزارش تفسیری ۲۰۱۸ ۷۴۲ سقط جنین را در ۱۲ ماه گذشته ثبت کرده‌است که ۷۳ درصد آن سقط دارویی با قرص قبل از هفته ۹ بارداری بوده و ۲۷ درصد باقی مانده در بیمارستان انجام شده‌است. از زمان تغییر قانون، ۹۹٫۳۳ درصد از ختم بارداری‌ها در هفته ۱۴ بارداری انجام شده‌است. این همچنین به این معنی است که زمان انتظار در یک بیمارستان دولتی برای خاتمه جراحی کاهش یافته‌است که پیامدهای اقتصادی سیاست و سلامت عمومی دارد.
در دسامبر ۲۰۲۱، قلمرو شمالی محدودیت‌های سقط جنین را کاهش داد و اجازه داد بین ۱۴ تا ۲۴ هفته با تأیید یک پزشک به جای دو مورد قبلی مورد نیاز، دسترسی داشته باشید. آنها همچنین سقط جنین را پس از ۲۴ هفته با تأیید دو پزشک قانونی کردند و ماده قبلی را حذف کردند که بیان می‌کرد سقط جنین تنها پس از ۲۴ هفته برای نجات جان یک زن قانونی است.

### کوئینزلند
از ۳ دسامبر ۲۰۱۸، سقط جنین در کوئینزلند در صورت درخواست در ۲۲ هفته اول بارداری امکان‌پذیر است. پس از آن دوره، دو پزشک باید قبل از اینکه یک زن بتواند به سقط جنین دسترسی پیدا کند، این روش را امضا کنند، مگر اینکه خطری برای زندگی زن یا در یک بارداری چند قلویی، یک کودک متولد نشده دیگر وجود داشته باشد.
قبل از دسامبر ۲۰۱۸، دسترسی به سقط جنین در کوئینزلند توسط حکم مک گوایر در سال ۱۹۸۶ تعیین شده بود، که در صورت لزوم سقط جنین را قانونی اعلام کرد تا زن از خطر جدی برای زندگی یا سلامتی او - فراتر از خطرات عادی بارداری و زایمان - محافظت کند. اگر حاملگی ادامه یابد نتیجه می‌شود و با خطری که از آن جلوگیری می‌شود نامتناسب نیست. تا سال ۲۰۰۸، قانون سقط جنین در کوئینزلند دقیقاً منعکس کننده قانون ویکتوریا بود. حکم مک گوایر در سال ۱۹۹۴ در پرونده Veivers v. کانولی توسط یک قاضی دادگاه عالی کوئینزلند.

### استرالیای جنوبی
در استرالیای جنوبی، ساکنان استرالیای جنوبی تا هفته ۲۳ بارداری می‌توانند داروی اولیه یا سقط جنین جراحی داشته باشند. مناطق دسترسی ایمن ۱۵۰ متری در اطراف کلینیک‌های سقط جنین از اول ژانویه ۲۰۲۱ قابل اجرا است
قانون در سال ۱۹۶۹ سقط جنین را در مواقعی که برای حفاظت از جان یا سلامت جسمی یا روانی زن ضروری باشد - با در نظر گرفتن آینده فعلی و قابل پیش‌بینی منطقی - یا در مواردی که احتمال داشت کودک با ناتوانی‌های جدی متولد شود، قانونی کرد. سقط جنین باید قبل از محدودیت زمانی ۲۸ هفته بارداری انجام شود. سقط جنین باید در بیمارستان انجام شود و توسط دو پزشک تأیید شود و همچنین مشمول شرایط اقامت است (بیمار باید حداقل دو ماه ساکن استرالیای جنوبی باشد). بیمارستان، تاییدیه دوگانه و شرایط اقامت ممکن است در مواقع اضطراری لغو شود. سقط جنین در استرالیای جنوبی به صورت رایگان یا کم هزینه در برخی از مراکز بهداشتی عمومی از جمله مرکز مشاوره بارداری در دسترس است. این مرکز مشاوره بارداری یک بیمارستان ثبت شده‌است که پزشکان آن برای تأیید در دسترس هستند. هر دو سقط پزشکی و جراحی انجام می‌شود.
لایحه ای که به‌طور کامل سقط جنین را جرم زدایی می‌کند در اکتبر ۲۰۲۰ به پارلمان ایالتی ارائه شد بر اساس این قانون، سقط جنین در صورت درخواست تا ۲۲ هفته و شش روز بارداری قابل انجام است. پس از آن دوره، یک پزشک تنها در صورتی می‌تواند سقط جنین را انجام دهد که با پزشک دیگری مشورت کند و هر دو معتقد باشند که این روش از نظر پزشکی مناسب است. اصلاحات سقط جنین را به‌طور کامل از قانون کیفری حذف کرد. شورای قانونگذاری این لایحه را در ۳ دسامبر ۲۰۲۰ تصویب کرد، و همچنین مجلس مجلس در ۱۹ فوریه ۲۰۲۱ با ۲۹ رای موافق در مقابل ۱۵ رای موافق با تصویب اصلاحیه ای که به اصطلاح «سقط جنین انتخابی جنسیتی» را ممنوع می‌کند، این اصلاحیه‌ها در ۲ مارس ۲۰۲۱ مورد موافقت شورای قانونگذاری قرار گرفت و در ۱۱ مارس ۲۰۲۱ موافقت سلطنتی را دریافت کرد. این قانون برای اجرایی شدن نیاز به صدور مقررات بیشتری از سوی دولت داشت. دولت این مقررات را در ۲۳ ژوئن ۲۰۲۲ منتشر کرد. که در ۷ ژوئیه ۲۰۲۲ لازم الاجرا شد. کریس پیکتون، وزیر بهداشت، از دولت لیبرال سابق انتقاد کرد که در انتخابات ایالتی مارس ۲۰۲۲ توسط حزب کارگر به دلیل «تأخیر و دفن کردن این مقررات شکست خورد و نتوانست به جامعه توضیح دهد که چرا آنها را پیش نبرده‌است».

### تاسمانی
در تاسمانی، از ۲۱ نوامبر ۲۰۱۳، سقط جنین در صورت درخواست تا هفته ۱۶ بارداری مجاز است. بعد از ۱۶ هفته سقط جنین مستلزم رضایت دو پزشک به دلایل پزشکی یا روانی است. این قانون همچنین فیلمبرداری، برگزاری تظاهرات، آزار و اذیت یا ارعاب بیماران یا کارکنان را در فاصله ۱۵۰ متری کلینیک‌های سقط جنین ممنوع کرده‌است.
از سال ۱۹۲۵ تا ۲۰۰۱، قانون کیفری تاسمانی «سقط جنین غیرقانونی» را بدون اینکه واقعاً مشخص کند چه چیزی قانونی است یا نه، ممنوع شد. در حالی که هرگز واقعاً تحت پیگرد قانونی قرار نگرفته بود، اما اعلام شد که حکم منهنیت ویکتوریا در سال ۱۹۶۹ و حکم لوین نیو ساوت ولز در قوانین تاسمانی اعمال می‌شود. در اواخر سال ۲۰۰۱، قانون کیفری تصریح کرد که سقط جنین باید تحت مجموعه‌ای از معیارها انجام شود که شبیه به الزامات استرالیای جنوبی است.
امکانات سقط جنین در این ایالت محدود است. سیستم بهداشت عمومی ایالتی خدمات سقط جنین را تنها در شرایط غیرعادی (مثلاً در موارد ناهنجاری جنین) ارائه می‌دهد، بنابراین اکثر زنان از طریق بخش خصوصی به ختم حاملگی دسترسی دارند. در سال ۲۰۱۷، تنها کلینیک اختصاصی سقط جنین جراحی ارزان قیمت این ایالت بسته شد. برخی از زنان پروازهای بین ایالتی را برای ختم بارداری انتخاب کردند.

### ویکتوریا
در ویکتوریا، از سال ۲۰۰۸، سقط جنین در صورت درخواست تا ۲۴ هفته بارداری مجاز است، با سقط جنین پس از آن زمان، تا زمان تولد کودک، لازم است دو پزشک بر اساس وضعیت جسمی و روانی زن در حال حاضر و آینده توافق کنند که مناسب است. و شرایط اجتماعی
قبل از سال ۲۰۰۸، قانون سقط جنین بر اساس قانون جنایات ویکتوریا بود، همان‌طور که توسط حکم منهنیت در سال ۱۹۶۹، در مورد R v Davidson تفسیر شد. بر اساس این حکم، سقط جنین در صورت لزوم برای محافظت از خطر جدی برای زندگی یا سلامتی زن - فراتر از خطرات عادی حاملگی و زایمان - قانونی بود که در صورت ادامه حاملگی حاصل می‌شد و با خطری که پیش‌گیری می‌شود نامتناسب نیست. حکم منهنیت مبنای قانون سقط جنین در ویکتوریا باقی ماند تا اینکه قانون اصلاح قانون سقط جنین در سال 2008 (Vic) سقط جنین را تا سقف ۲۴ هفته غیرقانونی کرد.

### استرالیای غربی
در استرالیای غربی، از ۲۰ مه ۱۹۹۸، سقط جنین در صورت درخواست (با ارجاع از پزشک) تا هفته ۲۰ بارداری مجاز است - مشروط به مشاوره توسط یک پزشک غیر از کسی که سقط جنین را انجام می‌دهد - یا در موارد جدی شخصی و خانوادگی. یا در صورت عدم انجام سقط جنین، در صورت به خطر افتادن جان یا سلامت جسمی یا روحی زن و هنگامی که حاملگی سلامت روان زن را به خطر اندازد، عواقب اجتماعی برای زن به همراه خواهد داشت. پس از هفته ۲۰ بارداری سقط جنین تنها در صورتی ممکن است انجام شود که جنین با مشکلات پزشکی شدید متولد شود - که باید توسط دو پزشک مستقل تأیید شود. در صورتی که زن زیر ۱۶ سال سن داشته باشد، باید به یکی از والدین او اطلاع داده شود، مگر در مواردی که دادگاه اطفال اجازه داده باشد یا زن با والدین خود زندگی نکند.
استرالیای غربی آخرین حوزه قضایی در استرالیا بود که مناطق دسترسی امن نداشت. لایحه ایجاد مناطق امن در فاصله ۱۵۰ متری کلینیک‌های سقط جنین رسماً در اوت ۲۰۲۱ تصویب شد و از اول سپتامبر با موافقت به اجرا درآمد. گزارش سال ۲۰۲۰ توسط وزارت بهداشت استرالیای غربی نشان داد که ۷۰٪ از مردم مناطق دسترسی امن را تأیید می‌کنند.
دولت ایالتی، از طریق وزارت بهداشت، تغییراتی را در سال ۲۰۲۳ در قوانین سقط جنین موجود برای بهبود دسترسی به مراقبت‌های ایمن و به موقع سقط جنین در استرالیای غربی پیشنهاد می‌کند.

## قوانین تخریب کودکان
هر ایالت و قلمرو قوانین جزایی خاص خود را در رابطه با تخریب کودکان دارد. این جرم «کشتن کودک متولد نشده» نامیده می‌شود و فقط در حوالی زمان زایمان در کوئینزلند، استرالیای غربی، و قلمرو شمالی قابل ارتکاب است. در تاسمانی به آن «مرگ کودک قبل از تولد» می‌گویند. از سال ۲۰۰۸، در استرالیای جنوبی، تخریب کودکان تحت عنوان «سقط جنین» قرار گرفت. این تعریف در قلمرو پایتخت استرالیا تا حدودی گسترده‌تر است، و نسبتاً گسترده‌تر با قوانین انگلیسی در تاسمانی و استرالیای جنوبی است. این جرم در ویکتوریا توسط قانون اصلاح قانون سقط جنین ۲۰۰۸ (ویکتوریا) لغو شد.
نیو ساوت ولز قانون تخریب کودکان ندارد، اما قانون اصلاح جنایات (آسیب بدنی شدید) 2005 (NSW) قانون جرایم 1900 (NSW) را اصلاح کرد به طوری که s 4(1)(a) اکنون «غم‌انگیز» را تعریف می‌کند. صدمه بدنی» که شامل «تخریب (غیر از طی یک عمل پزشکی) جنین یک زن باردار، خواه زن آسیب دیگری متحمل شود یا نه». این بیشتر توسط قانون اصلاح قانون سقط جنین ۲۰۱۹ به "تخریب (غیر از طی یک روش پزشکی یا خاتمه بارداری مطابق با قانون اصلاح قانون سقط جنین ۲۰۱۹) از جنین یک زن باردار اصلاح شد. یا زن آسیب دیگری ببیند.»

## آمار

درصد سقط جنین در استرالیا

به دلیل تفاوت در تعاریف، فقدان استانداردهای جمع‌آوری داده‌های منسجم در سراسر ایالت‌ها وجود دارد، که تعیین دقیق تعداد سقط‌های انجام شده در استرالیا در هر سال را دشوار یا غیرممکن می‌کند. به‌طور متوسط ۷۵۷۰۰ روش با بودجه مدیکر وجود دارد که می‌تواند منجر به «نتیجه ناقص» شود که هر سال از سال ۱۹۹۵ تا ۲۰۰۴ انجام می‌شود، اما این رقم شامل سقط جنین و همچنین خاتمه می‌شود. از سوی دیگر، بسیاری از زنانی که سقط‌های پزشکی در بیمارستان‌های خصوصی انجام می‌دهند ممکن است درخواست تخفیف مدیکر نداشته باشند.
استرالیای جنوبی تنها ایالتی است که اطلاعات مربوط به سقط جنین را جمع‌آوری و منتشر می‌کند. در سال ۲۰۰۲، ۵۱۴۷ سقط جنین پزشکی در استرالیای جنوبی یا ۱۷٫۲ مورد در هر ۱۰۰۰ زن ۱۵ تا ۴۴ ساله انجام شد. پیش‌بینی شده در سطح ملی، این نشان می‌دهد که حدود ۷۳۳۰۰ سقط جنین در سراسر کشور انجام شده‌است. این تفاوت بین دولت‌ها را در نظر نمی‌گیرد. به عنوان مثال، داده‌های منتشر نشده از استرالیای غربی نرخ ۱۹٫۴ سقط را در هر ۱۰۰۰ زن در همان گروه سنی تخمین می‌زند، که نشان دهنده حدود ۸۲۷۰۰ سقط جنین در سطح ملی است. داده‌های استرالیای جنوبی همچنین نشان می‌دهد که اکثریت قریب به اتفاق سقط‌های انجام شده بین سال‌های ۱۹۹۴ و ۲۰۰۲ قبل از هفته ۱۴ بارداری رخ داده‌است. کمتر از ۲٪ در هفته ۲۰ یا بعد از آن اتفاق افتاد.

## افکار عمومی
باورهای سنتی مسیحی عامل بزرگی بر سیاست‌های اولیه استرالیا در مخالفت با سقط جنین بود. تغییر نگرش به سقط جنین و حقوق باروری با کمتر استرالیایی که کشور خود را «ملت مسیحی» می‌دانند، مرتبط است، که به نوبه خود نفوذ سیاستمداران مسیحی راستگرا را کاهش داده‌است. با این حال، انگ پیرامون موضوع سقط جنین همچنان پابرجاست و می‌تواند به شدت بر احساس هویت و سلامت روان زنان تأثیر بگذارد و همچنین بر روی سقط جنین تأثیر بگذارد. زنان ممکن است به جای اینکه به مردم بگویند سقط جنین کرده‌اند، اعلام کنند که دچار سقط جنین شده‌اند تا از واکنش‌های منفی جلوگیری کنند.
هنگامی که سقط جنین در سال ۱۹۶۹ قانون گذاری شد، برخی از زنان بومی استرالیا در میان مخالفان آن بودند، به این باور نادرست که منجر به «سقط جنین اجباری و عقیم سازی» می‌شود. اعتقاد بر این است که این نگرش تحت تأثیر مداخله دولت قبلی در خودمختاری بومیان، از جمله نسل‌های دزدیده شده بوده‌است. از اواسط دهه ۲۰۱۰، زنان بومی بیشتری سقط جنین را انتخاب می‌کردند، اگرچه انگ زدن در مورد این موضوع هنوز در بسیاری از جوامع بومی برجسته است.